# Yacine Louati
Yacine Louati est un joueur français de volley-ball. Il est né le 4 mars 1992, à Tourcoing (Nord). Il mesure 1,98 m et joue au poste de réceptionneur-attaquant.

## Biographie
Il est le fils de l'ancien international tunisien Moutaa Louati, qui fut joueur professionnel de volley-ball à Épinal et Tourcoing, et d'Isabelle Louati née Vançon. Son frère Othman Louati est un percussionniste, pianiste et compositeur international. Formé au TLM, il est international français.
En avril 2020, il s'engage avec le club polonais de Jastrzębski, pour lequel il a signé un contrat d'un an. Il est finaliste de la coupe de Pologne en 2021 avant de remporter le titre de champion de Pologne face à ZAKSA Kędzierzyn-Koźle la même année.
En 2021, il devient, aux côtés de l'équipe de France, champion olympique de volley aux jeux de Tokyo 2020. Il s'agit de la première médaille d'or française en volley de l'histoire aux jeux olympiques.

## Clubs
| Club               | De        | À         |
| ------------------ | --------- | --------- |
| Tourcoing LM       | 2011-2012 | 2012-2013 |
| Montpellier UC     | 2013-2014 | 2014-2015 |
| Prefaxis Menen     | 2014-2015 | 2014-2015 |
| Spacer's Toulouse  | 2015-2016 | 2016-2017 |
| Chaumont VB 52     | 2017-2018 | 2017-2018 |
| Pallavolo Padoue   | 2018-2019 | 2019-2020 |
| Jastrzębski Węgiel | 2020-2021 | 2020-2021 |
| Fenerbahçe         | 2021-2022 | 2022-2023 |
| Resovia Rzeszów    | 2023-2024 | 2023-2024 |
| Powervolley Milano | 2024-2025 | 2024-2025 |

## Palmarès

### En sélection nationale
- Jeux olympiques (1)
  -  : 2020
  -  :2024
- Ligue des nations
  -  : 2018
  - Vainqueur : 2022 et 2024
- Jeux méditerranéens
  -  : 2013

### En club
- Championnat de France (Div. A)
  - Finaliste : 2017, 2018
- Coupe de France
  - Finaliste : 2018
- Supercoupe de France (1)
  - Vainqueur : 2017
- Coupe de Pologne
  - Finaliste : 2021[2]
- Championnat de Pologne
  - Vainqueur : 2021[3]

### Distinctions individuelles
- 2012 : Championnat de France (Div. A) — Meilleure révélation
- 2015 : Championnat de Belgique — Meilleur serveur
- 2018 : Championnat de France  — Meilleur réceptionneur-attaquant
- 2023 : Championnat de Turquie — Meilleur réceptionneur-attaquant [4]

## Décorations
- Chevalier de la Légion d'honneur (2021)[5]
- Officier de l'ordre national du Mérite (2024)[6]